# Carro armato di Bob Semple
Il carro armato di Bob Semple fu un veicolo militare disegnato dal ministro dei lavori della Nuova Zelanda Bob Semple durante la Seconda guerra mondiale.

## Sviluppo e storia
Il progetto nacque dal timore di una invasione giapponese: non disponendo di una industria militare pesante, Bob Semple decise di costruire i carri armati neozelandesi basandosi su dei trattori agricoli ai quali fece aggiungere delle cabine create con delle lastre di acciaio corrugato. Nelle cabine, in appositi alloggiamenti, erano installate 6 mitragliatrici Bren che costituivano l'armamento del mezzo.
Costruiti senza un piano di sviluppo o un progetto formale, i carri di Semple presentarono numerosi difetti di progettazione e problematiche varie e non vennero mai prodotti in massa o usati in combattimento.

## Guidabilità e prestazioni
A causa delle limitazioni di requisiti e risorse, il carro era un disastro funzionale. Utilizzando un grande trattore come base, e avvitando su di esso una sovrastruttura frettolosamente progettata e mal costruita, i carri risultanti erano insufficientemente corazzati, estremamente pesanti (20-25 tonnellate), instabili, limitati dalla bassa velocità del trattore e la necessità di fermarsi per cambiare marcia. Inoltre, a causa della forma del trattore sottostante e delle vibrazioni eccessive, sparare dal carro era difficile e inevitabilmente impreciso. Queste limitazioni hanno reso il carro armato di Bob Semple spesso parte di liste riguardanti i "Peggiori carri armati di sempre".

## Risultato finale
Alla fine, a causa della loro impraticabilità, i carri armati furono eliminati dall'esercito. Avevano ricevuto i numeri di serie dell'esercito NZ6292 (tenuto a Papakura, nella periferia di Auckland) e NZ3494 e NZ3495 (tenuti a Burnham). Solo uno fu mandato nel Pacifico nel 1944, dopo essere stato spogliato della corazza. È possibile che il carro armato Bob Semple potesse essere potenzialmente utile in battaglia, in quanto era stato pianificato di avere un cannone anticarro da 37 mm piuttosto che la mitragliatrice Bren nella torretta; la corazza era anche resistente ai proiettili in una certa misura, quindi potrebbe essere stato almeno un po' efficace in caso di invasione.